# Communauté de communes Carmausin-Ségala
La communauté de communes Carmausin-Ségala (3CS), anciennement « communauté de communes du Carmausin - Ségala-Carmausin », est une communauté de communes française, située dans le département du Tarn.

## Historique
Elle est issue de la fusion de la communauté de communes du Carmausin et de la communauté de communes Ségala-Carmausin décidée par arrêté préfectoral du 18 février 2013.
Par arrêté du 8 juillet 2016, le préfet du Tarn a prononcé la fusion, à compter du 1er janvier 2017, de la communauté de communes Carmausin-Ségala et de la communauté de communes du Cordais et du Causse. L'arrêté a été suspendu par décision du 18 octobre 2016 du juge des référés du tribunal administratif de Toulouse, en attente de la décision de la juridiction d'appel,. Le pourvoi en cassation du ministre de l'intérieur a été rejeté par le Conseil d'État le 17 mars 2017.
Le 1er janvier 2022, Salles quitte la communauté de communes pour rejoindre la communauté de communes du Cordais et du Causse.

## Territoire communautaire

### Composition
La communauté de communes est composée des 31 communes suivantes :

| Nom                     | Code Insee | Gentilé        | Superficie (km2) | Population (dernière pop. légale) | Densité (hab./km2) |
| ----------------------- | ---------- | -------------- | ---------------- | --------------------------------- | ------------------ |
| Carmaux (siège)         | 81060      | Carmausins     | 14,16            | 9 927 (2022)                      | 701                |
| Almayrac                | 81008      | Almayracois    | 10,97            | 294 (2022)                        | 27                 |
| Blaye-les-Mines         | 81033      |                | 8,88             | 2 920 (2022)                      | 329                |
| Cagnac-les-Mines        | 81048      | Cagnacois      | 24,7             | 2 607 (2022)                      | 106                |
| Combefa                 | 81068      | Combefasiens   | 2,93             | 197 (2022)                        | 67                 |
| Crespin                 | 81072      |                | 14,15            | 101 (2022)                        | 7,1                |
| Le Garric               | 81101      | Garricois      | 22,88            | 1 292 (2022)                      | 56                 |
| Jouqueviel              | 81110      | Jouqueviélois  | 12,15            | 100 (2022)                        | 8,2                |
| Labastide-Gabausse      | 81114      | Bastidiens     | 12,18            | 538 (2022)                        | 44                 |
| Mailhoc                 | 81152      | Mailhocois     | 12,67            | 309 (2022)                        | 24                 |
| Milhavet                | 81166      | Milhavétois    | 4,28             | 99 (2022)                         | 23                 |
| Mirandol-Bourgnounac    | 81168      | Mirandolais    | 38,19            | 1 031 (2022)                      | 27                 |
| Monestiés               | 81170      | Monestiesains  | 26,83            | 1 385 (2022)                      | 52                 |
| Montauriol              | 81172      |                | 5,3              | 59 (2022)                         | 11                 |
| Montirat                | 81180      |                | 27,78            | 266 (2022)                        | 9,6                |
| Moularès                | 81186      | Moularésiens   | 16,81            | 255 (2022)                        | 15                 |
| Pampelonne              | 81201      | Pampelonnais   | 36,4             | 959 (2022)                        | 26                 |
| Rosières                | 81230      |                | 10,55            | 722 (2022)                        | 68                 |
| Saint-Benoît-de-Carmaux | 81244      | Bénédictins    | 4,49             | 2 059 (2022)                      | 459                |
| Saint-Christophe        | 81245      |                | 14,47            | 131 (2022)                        | 9,1                |
| Saint-Jean-de-Marcel    | 81254      | Saint-Jeannais | 18,25            | 385 (2022)                        | 21                 |
| Sainte-Croix            | 81326      |                | 7,22             | 423 (2022)                        | 59                 |
| Sainte-Gemme            | 81249      |                | 20,16            | 846 (2022)                        | 42                 |
| Le Ségur                | 81280      | Séguriens      | 18,91            | 261 (2022)                        | 14                 |
| Taïx                    | 81291      | Taissois       | 4,76             | 537 (2022)                        | 113                |
| Tanus                   | 81292      | Tanusiens      | 19,07            | 541 (2022)                        | 28                 |
| Tréban                  | 81302      |                | 3,17             | 58 (2022)                         | 18                 |
| Trévien                 | 81304      | Trévienois     | 16,26            | 200 (2022)                        | 12                 |
| Valderiès               | 81306      | Valdérois      | 20,42            | 828 (2022)                        | 41                 |
| Villeneuve-sur-Vère     | 81319      | Villeneuvérois | 15,89            | 533 (2022)                        | 34                 |
| Virac                   | 81322      | Viracois       | 11,44            | 252 (2022)                        | 22                 |

### Démographie
| 1968   | 1975   | 1982   | 1990   | 1999   | 2010   | 2015   | 2021   |
| ------ | ------ | ------ | ------ | ------ | ------ | ------ | ------ |
| 39 384 | 35 415 | 32 710 | 30 175 | 28 358 | 29 365 | 29 326 | 29 975 |

## Administration

### Siège
Le siège de la communauté d'agglomération est situé à Carmaux.

### Les élus
Le conseil communautaire de la communauté de communes se compose de 55 conseillers,, représentant chacune des communes membres et élus pour une durée de six ans.
Ils sont répartis comme suit :
| Nombre de conseillers | Communes                          |
| --------------------- | --------------------------------- |
| 15                    | Carmaux                           |
| 4                     | Blaye-les-Mines, Cagnac-les-Mines |
| 3                     | Saint-Benoît-de-Carmaux           |
| 2                     | Le Garric, Monestiés              |
| 1 (+1 suppléant)      | les 25 autres communes            |

### Présidence
| Période      | Période  | Identité     | Étiquette | Qualité       |
| ------------ | -------- | ------------ | --------- | ------------- |
| janvier 2014 | En cours | Didier Somen | PS        | Maire de Taïx |

### Compétences
Compétences obligatoires
a) Aménagement de l'espace par la conduite d'actions d'intérêt communautaire

b) Actions de développement économique
Compétences optionnelles
a) Politique du logement et du cadre de vie

b) Action sociale d'intérêt communautaire

c) Organisation et gestion du transport à la demande

d) Entretien de la voirie communautaire

e) Gestion du service public d'assainissement non collectif

f) Gestion de maisons de services au public (à compter du 1er janvier 2018)

g) Eau et assainissement (à compter du 1er janvier 2019)
Compétences facultatives
a) Actions en matière d'environnement : mise en œuvre d'une gestion intégrée et durable de l'eau et des rivières par le soutien aux syndicats de bassins versants ; collecte, élimination et valorisation des déchets ménagers pour les trois communes urbaines

c) Culture et sport : entretien, fonctionnement et animation de certains équipements culturels et sportifs

d) Incendie et secours

d) Technologies de l'information et de la communication : actions portant sur l'accès au haut débit et système d'information géographique

e) Mise en valeur, restauration et protection d'éléments du petit patrimoine

### Régime fiscal et budget
Le régime fiscal de la communauté d'agglomération est la fiscalité professionnelle unique (FPU).